# Aspilapteryx tringipennella
Aspilapteryx tringipennella là một loài bướm đêm thuộc họ Gracillariidae. Nó được tìm thấy ở khắp châu Âu.
Sải cánh dài 10–13 mm. Có hai đợt trưởng thành trong năm vào tháng 5 và tháng 8.
Ấu trùng ăn Plantago lanceolata và Plantago maritima. Chúng ăn lá nơi chúng làm tổ.